# Рој Смит
Рој Смит (19. април 1990) костарикански је фудбалер.

## Репрезентација
За репрезентацију Костарике дебитовао је 2010. године. За национални тим одиграо је 2 утакмице.

## Статистика
| Костарика | Костарика | Костарика |
| Год.      | Ута.      | Гол.      |
| --------- | --------- | --------- |
| 2010      | 2         | 0         |
| Укупно    | 2         | 0         |